# Otto Hofer
Otto Josef Hofer (28 de julho de 1944) é um adestrador suíço. 

## Carreira
Otto Hofer representou seu país nos Jogos Olímpicos de 1984, 1988 e 1992, na qual conquistou a medalha de prata no adestramento por equipes, em 1984 e 1988 e bronze no adestramento individual em 1984. 